# Clubul Sportiv Central Dinamo
Il Clubul Sportiv Central Dinamo è una società polisportiva moldava, con sede a Chișinău. Da atto costitutivo, è un'autorità amministrativa subordinata al Ministero degli affari interni, che garantisce la formazione degli atleti professionisti nonché la loro partecipazione a competizioni nazionali e internazionali.

## Calcio a 5
La Dinamo ha partecipato ad una sola edizione del campionato moldavo di calcio a 5, vincendola (2007-08). La società non si è reiscritta al torneo l'anno successivo ma ha partecipato alla Coppa UEFA dove è uscita nel turno preliminare, giungendo seconda nel raggruppamento vinto dal Nautara.

## Rosa 2008-2009
| N. |                     | Ruolo | Calciatore      |
| -- | ------------------- | ----- | --------------- |
| 1  | Moldavia (bandiera) | G     | Ivan Todorov    |
| 2  | Moldavia (bandiera) | G     | Nicolae Neagu   |
| 3  | Moldavia (bandiera) | G     | Alexei Munteau  |
| 4  | Moldavia (bandiera) | G     | Dorin Coceban   |
| 5  | Moldavia (bandiera) | G     | Ian Iacovenco   |
| 6  | Ucraina (bandiera)  | G     | Oleksandr Derik |

| N. |                     | Ruolo | Calciatore        |
| -- | ------------------- | ----- | ----------------- |
| 7  | Moldavia (bandiera) | G     | Eugenii Lisenco   |
| 8  | Moldavia (bandiera) | G     | Alexandru Antonov |
| 9  | Moldavia (bandiera) | G     | Oleg Сhitoroaga   |
| 10 | Moldavia (bandiera) | G     | Andrei Vicolas    |
| 11 | Moldavia (bandiera) | G     | Petru Selivestru  |
| 14 | Moldavia (bandiera) | G     | Eduard Gritiuc    |

## Palmarès
- 1 Campionato moldavo: 2007/2008